# 윤현식 (야구인)
윤현식(1977년 4월 3일 ~ )은 전 KBO 리그 야구 선수의 내야수이다. 은퇴 후 군포시리틀야구단 감독이다.

## 출신학교
- 1990년 ~ 1993년 : 서울 청량중학교 (전학)
- 1993년 ~ 1996년 : 신일고등학교
- 1996년 ~ 2000년 : 홍익대학교 경영학과 (1996학번)

## 등번호
- 23번 (해태 - 1997년 ~ 1999년)